# Lago d’Ampola (FFH-Gebiet)
Das FFH-Gebiet Lago d’Ampola ist ein NATURA 2000 Schutzgebiet in der italienischen Provinz Trient. Das 24 ha große Schutzgebiet umfasst den Ampolasee und Teile des umliegenden Seeuferbereiches im Ampolatal und liegt im Gemeindegebiet von Ledro. Es ist mit Beschluss der Landesregierung der Autonomen Provinz Trient Nr. 9735 vom 16. August 1990 als gesetzlich geschütztes Biotop ausgewiesen und gehört seit 1995 dem NATURA 2000 Netzwerk an. An der Ostseite des Sees befindet sich ein in den Sommermonaten geöffnetes Besucherzentrum.

## Bedeutung
Das FFH-Gebiet Lago d’Ampola ist eine außergewöhnlich vegetationsreiche Seenlandschaft, die wesentlich zur Biodiversität und damit zu den verschiedenen Lebensraumtypen des Schutzgebiets beitragen. Dem Schutzgebiet kommt als Brutstätte, Rastplatz und als Winterquartier für geschützte oder stark im Bestand gefährdeter Vogelarten besondere Bedeutung zu. Die Präsenz von Wirbellosen zeugt von der guten Wasserqualität des Gewässers.

## FFH-Lebensraumtypen
Im FFH-Gebiet Lago d’Ampola sind auf Basis des Anhang I der FFH-Richtlinie folgende schützenswerte Lebensraumtypen verzeichnet:
- Natürliche eutrophe Seen mit einer Vegetation des Magnopotamions oder Hydrocharitions
- Alpine Flüsse mit Ufergehölzen von Salix elaeagnos
- Pfeifengraswiesen auf kalkreichem Boden, torfigen und tonig-schluffigen Böden
- Magere Flachland-Mähwiesen (Alopecurus pratensis, Sanguisorba officinalis)
- Kalkreiche Niedermoore
- Auen-Wälder mit Alnus glutinosa und Fraxinus excelsior
- Montane bis alpine bodensaure Fichtenwälder

## Arten

### Besonders schützenswerte Arten

#### Vögel
Das FFH-Gebiet Lago d’Ampola weist insbesondere zahlreiche Vogelarten auf, darunter auch einige die gemäß Anhang I der EU-Vogelschutzrichtlinie besonders geschützt sind, weil deren Bestand stark gefährdet ist oder sie nur in einem sehr begrenzten Bereich wie in den Alpen vorkommen. Folgende Arten, die im Anhang I der Vogelschutzrichtlinie der EU gelistet sind, sind im Schutzgebiet anzutreffen. Die mit einem (b) gekennzeichneten Arten brüten im Schutzgebiet:
- Eisvogel (b)
- Grauspecht (b)
- Neuntöter (b)
- Ziegenmelker (b)

#### Sonstige Arten
Folgende weitere Arten von gemeinschaftlichem Interesse kommen im Schutzgebiet vor:
- Dohlenkrebs
- Grasfrosch
- Schmale Windelschnecke

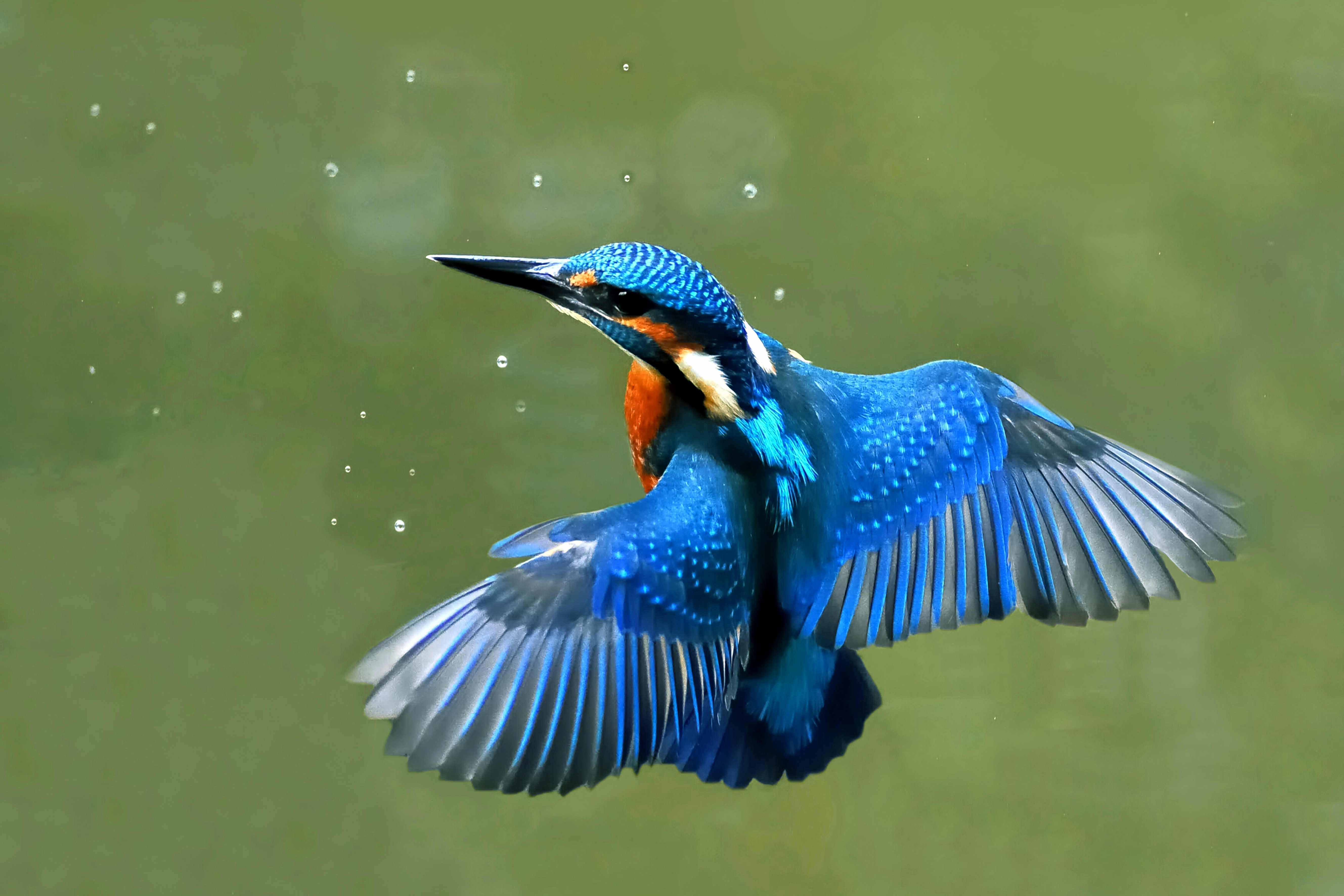
Eisvogel
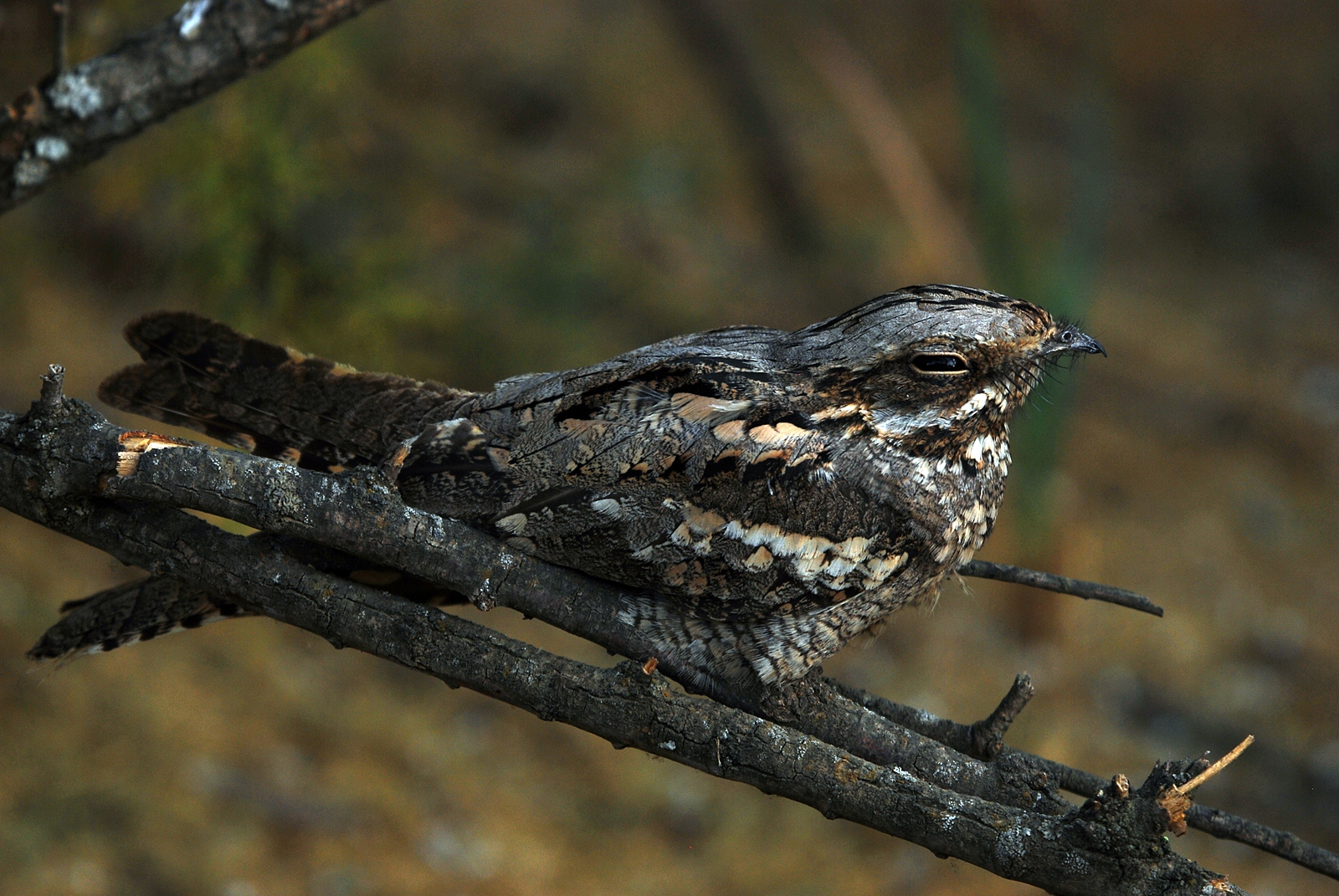
Ziegenmelker
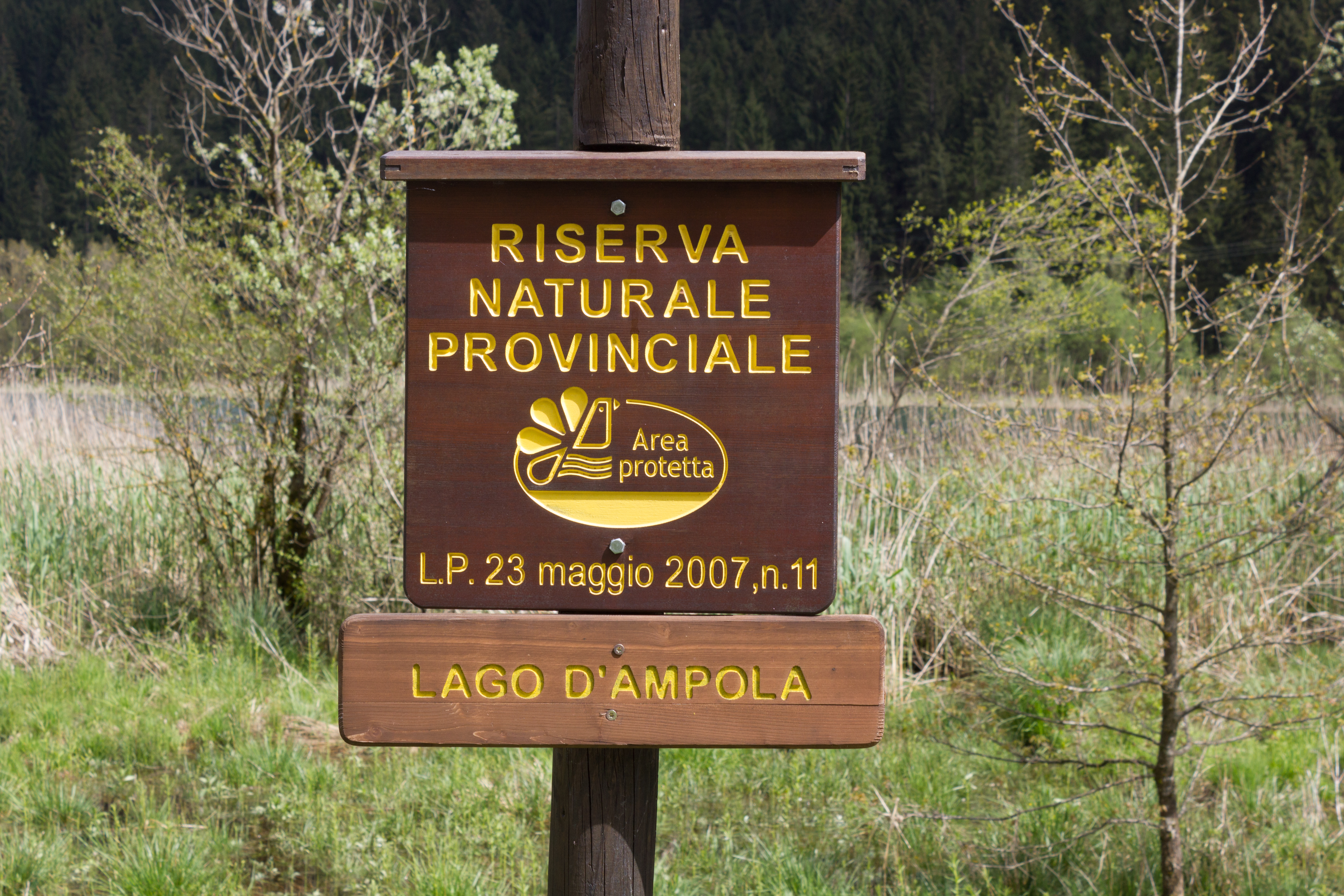
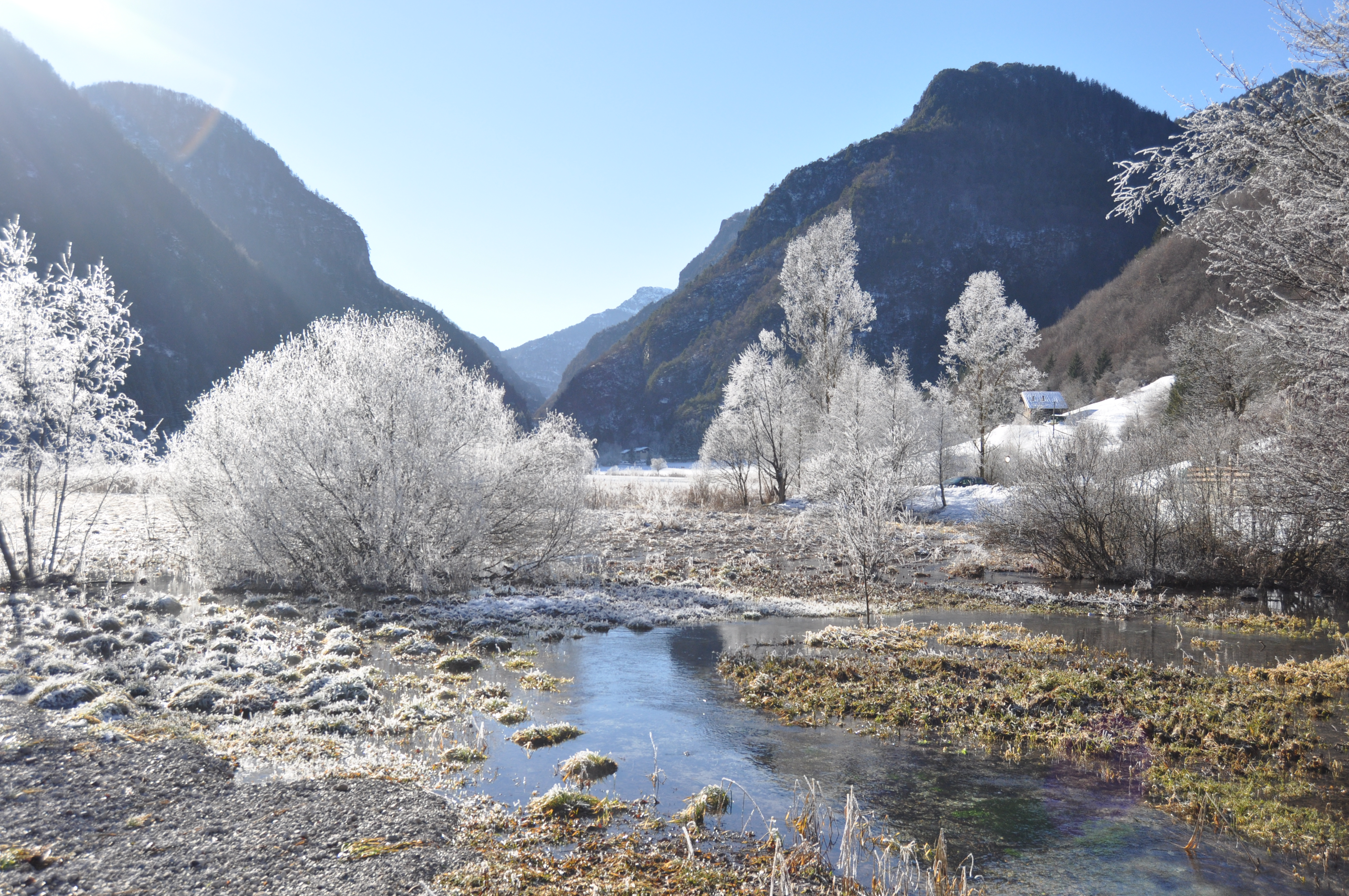
Niedermoorbereich am nördlichen Seerand
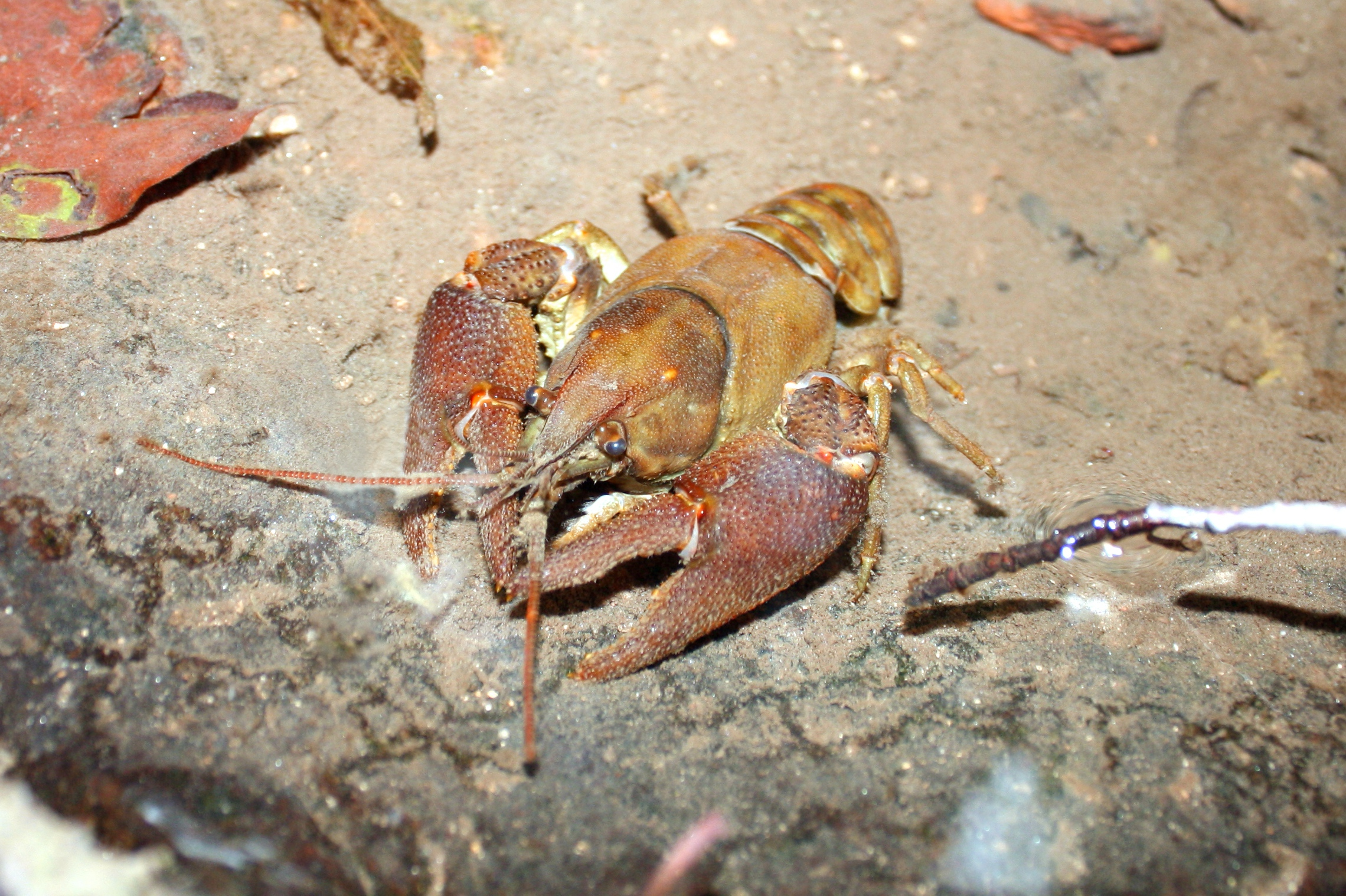
Dohlenkrebs
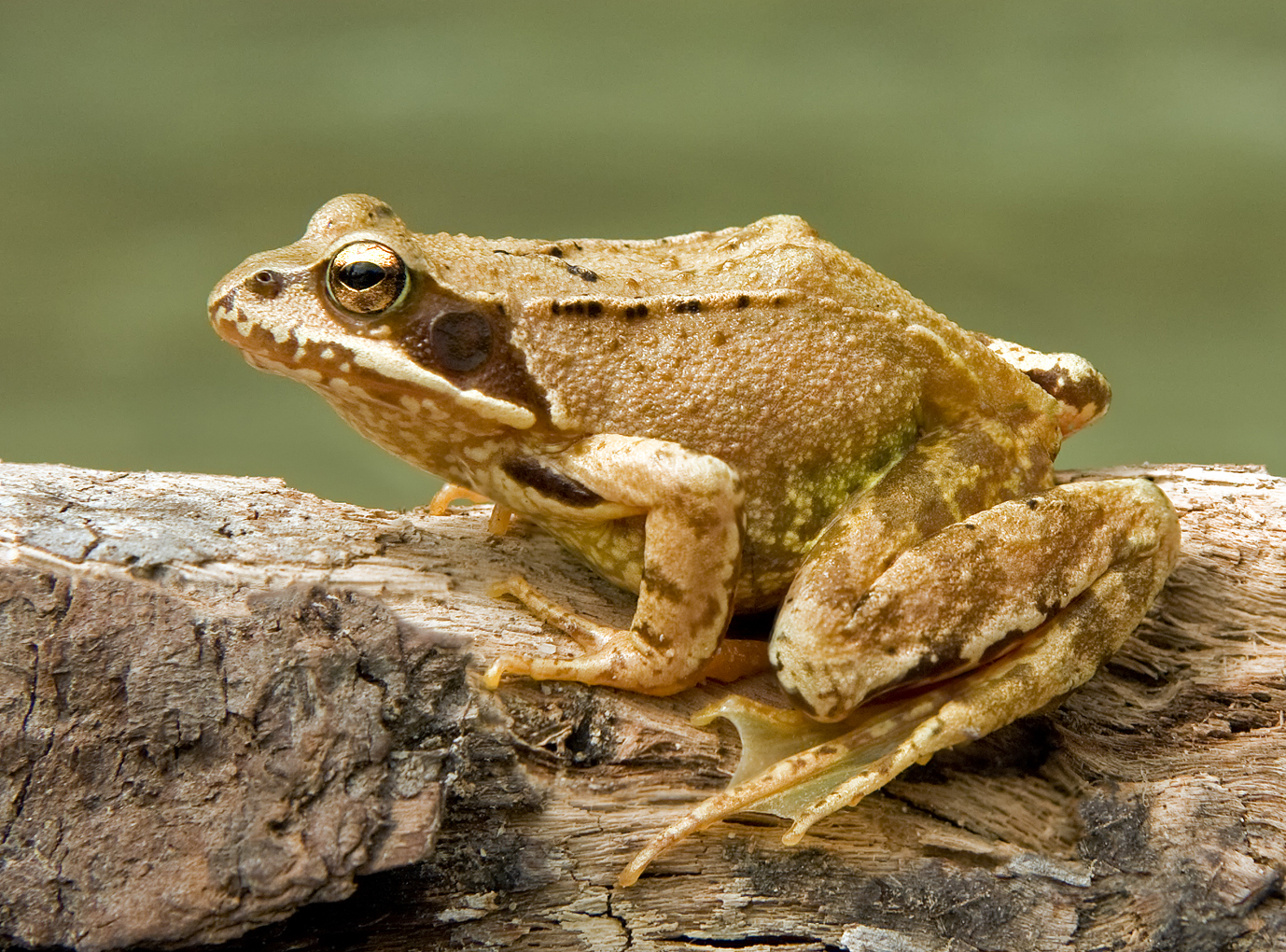
Grasfrosch

### Weitere vorkommende Arten

#### Vögel
Die mit einem (b) gekennzeichneten Arten brüten im Schutzgebiet.
| - Blässhuhn (b) - Braunkehlchen (b) - Rohrammer (b) - Stockente (b) | - Teichralle (b) - Teichrohrsänger (b) - Wasserralle (b) |

#### Amphibien, Insekten, Reptilien und Säugetiere
| - Aspisviper - Braunbrustigel - Erdkröte - Eurasisches Eichhörnchen | - Feldspitzmaus - Feuersalamander - Gartenspitzmaus - Gemeine Heidelibelle | - Waldeidechse - Waldspitzmaus - Wasserspitzmaus - Westliche Smaragdeidechse | - Zwergspitzmaus |

### Flora
Unter der im Schutzgebiet vorkommenden Flora werden folgende Arten als schützenswert eingestuft:
| - Eichenfarn - Einspelzige Sumpfbinse - Europäisches Alpenveilchen - Faden-Segge | - Fleischfarbenes Knabenkraut - Fuchs’ Knabenkraut - Gelbe Teichrose - Großes Zweiblatt | - Haarblättriger Rot-Schwingel - Kleines Schneeglöckchen - Mücken-Händelwurz - Ruprechtsfarn | - Schlank-Segge\| - Schwarzschopf-Segge - Sumpffarn - Sumpf-Stendelwurz | - Teich-Schachtelhalm - Verkannter Wasserschlauch - Wasser-Knöterich |

## Gefährdung und Schutzmaßnahmen
Probleme im Schutzgebiet ergeben sich durch unkontrollierten Pflanzenverwuchs. Insbesondere im Bereich des Niedermoors besteht durch die Ausbreitung von Schilfrohr die Gefahr, dass durch die damit verbundene Veränderungen im Habitat, die dort heimischen Arten verdrängt werden. Dementsprechend muss das ausufernde Schilfrohr regelmäßig entfernt werden. Die Ausbreitung des bislang begrenzt auftauchenden invasivenNeophyten Drüsiges Springkraut ist ebenfalls unter Kontrolle zu halten. Das Abweichen der Besucher von den ausgewiesenen Besichtigungspfaden sollte durch entsprechende Begrenzungen verhindert werden. Einer unkontrollierten Wasserentnahme durch den aus dem See abfließenden und flussabwärts für die Stromerzeugung genutzten Palvico ist ebenfalls im Voraus Einhalt zu gebieten.